# Me 609 (航空機)
Me 609
Me 609の模型
- 用途：戦闘機
- 分類：重戦闘機
- 設計者：ウィリー・メッサーシュミット
- 製造者：メッサーシュミット
- 運用者：ドイツ空軍（予定）
- 生産数：0機（計画のみ）
- 運用状況：未就役

Me 609（Messerschmitt Me 609 ）はMe 309を連結した重戦闘機である。第二次世界大戦のドイツで計画されたが、計画は破棄された。

## 設計
Me 609の開発プロジェクトは旧式化したBf 110と交代するための新型のZerstörer(駆逐戦闘機)を短い開発期間で開発するように、とのドイツ航空省の要求に応じて1941年に始められた。
Me 609は2つのMe 309の胴体を新規設計された翼でつないでおり、その主翼内部に2つの着陸脚を収納していた。
Me 609はMe 309の3輪の着陸装置を継承したために不恰好な6輪の着陸装置になっていた。Me 309のラジエータは胴体に引き込み式だがMe 609では固定式に変更されている。コクピットは左側の胴体についており、右側の胴体のコクピット部分は滑らかに整形されていた。
Me 609の開発は基本となる新型戦闘機Me 309の開発計画が失敗したために頓挫した。このプロジェクトが完了していたら重戦闘機および高速爆撃機の両方として使用されていたかもしれないが、革新的なジェット機であるMe 262の完成により、レシプロエンジンの戦闘機の設計は意味を成さないものになってしまっていた。
双子機は2機の航空機を不細工につぎはぎした形をしているために、性能について疑問視されることが多いが、アメリカのP-82ツインマスタングが優れた速度と航続距離をもって朝鮮戦争で活躍しており、この種の双子機は性能を十分発揮できることを証明している。

## スペック (設計値)
- 乗員 : 1名
- 全長 : 9.72 m (31 ft 11 in)
- 全幅 : 15.75 m (52 ft 6 in)
- 全高 : 3.43 m (11 ft 3 in)
- 空虚重量 : 5,247 kg (11,660 lb)
- 最大離陸重量：6,534 kg (14,520 lb)
- エンジン : ダイムラー・ベンツ DB 603 × 2
- 最高速度 : 760 km/h (472 mph)
- 武装
  - 30mm MK 103 機関砲 × 2（左右のプロペラ同軸）
  - 30mm MK 108 機関砲 × 2（中央翼）
  - 20mm MG 151/20 機関砲 × 2
  - 500 kg 爆弾